# Pachycephala fulvotincta
El silbador pechileonado (Pachycephala fulvotincta) es una especie de ave paseriforme de la familia Pachycephalidae endémica de Indonesia. Se extiende desde el este de Java hasta la isla Alor por el este y las islas Selayar por el norte.

## Descripción
En comparación con otros parientes el silbador pechileonado es relativamente pequeño, y los machos tienen la garganta blanca y el pecho anteado anaranjado, excepto la subespecie teysmanni de las islas Selayar donde el plumaje de los machos es similar al de las hembras.

## Taxonomía
El silbador pechileonado fue considerado una subespecie del silbador dorado, pero en la actualidad se consideran especies separadas.
Se reconocen cinco subespecies:
- P. f. teysmanni – Büttikofer, 1893: se localiza en las islas Selayar, y fue descrita originalmente como una especie separada;
- P. f. everetti – Hartert, 1896: se encuentra en las islas Tanah Jampea, Kalaotoa y Madu, también considerada anteriormente especie separada.
- P. f. javana – Hartert, 1928: ocupa el este de Java y Bali;
- P. f. fulvotincta – Wallace, 1864: se extiende por las islas menores de la Sonda occidentales;
- P. f. fulviventris – Hartert, 1896: se encuentra en la isla Sumba.